# Alizzz
Cristian Quirante Catalán, (n. 1 de febrero de 1984) más conocido como Alizzz, es un músico, compositor, cantante, DJ, productor musical y representante artístico español afincado en Barcelona. Se desenvuelve principalmente en el pop, aunque mezcla distintos estilos, como house, R&B, trap, dancehall, afrobeat o reguetón. Ha compuesto temas para C. Tangana, Rosalía, Becky G, Doja Cat, Lola Índigo, Aitana, Amaia, Princesa Alba y Paloma Mami. Tiene su propia compañía discográfica, Whoa! Music.

## Género musical
En sus inicios en la música, bajo el seudónimo Pisu, su estilo musical fue descrito como una unión entre bass music, crunk y R&B futurista, aunque también ha sabido desenvolverse en los géneros del house, especialmente con el pop y el trap, estilos con los que ha conseguido ser famoso y reconocido como uno de los productores más importantes del mundo hispanohablante.
También ha trabajado con géneros como el dancehall, afrobeat o reguetón, demostrando ser un experto combinando estos géneros con bajos y sintetizadores.
En 2020 ha sacado dos canciones compuestas por él, llamadas «Todo me sabe a poco» y «El Encuentro» (junto con Amaia), en el que muestra en ambas canciones un estilo indie/pop.
En 2021 participó en la producción de El Madrileño del artista C. Tangana, esta participación lo acreditó como ingeniero del álbum y le valió el Grammy Latino a Mejor Ingeniería de Grabación para un Álbum. Además sacó el sencillo «Ya no vales» (junto con C. Tangana). En 2022 participó en la producción y composición de Cuando no sé quién soy, el segundo álbum de la cantante Amaia. En 2023 colaboró en  el himno del centenario del Real Club Celta de Vigo, Oliveira dos cen anos, junto a C. Tangana, Pablo Drexler y Simeón Cantó Gaviria, entre otros.

## Discografía

### Álbum de estudio
| Título                   | Detalles | Listas |
| Título                   | Detalles | SPA    |
| ------------------------ | --- | ------ |
| Tiene que haber algo más | - Lanzamiento: 26 de noviembre de 2021 - Discográfica: Whoa Music / Warner Music Spain - Formato: CD, descarga digital - Calificación de Jenesaispop: 8/10 | 34     |
| Conducción temeraria     | - Lanzamiento: 3 de mayo de 2024 - Discográfica: Whoa Music / Warner Music Spain - Formato: CD, descarga digital - Calificación de Jenesaispop:            |        |

### Extended plays (EPs)
- Loud (2012)[11]
- Whoa! (2013)[12]
- Your Love (2015)[13]
- Ocean Drive (2016)[14]

### Sencillos
Como artista principal
| Año  | Canción                                           | Listas | Certificaciones          | Álbum                    | Ref.   |
| Año  | Canción                                           | ESP    | Certificaciones          | Álbum                    | Ref.   |
| ---- | ------------------------------------------------- | ------ | ------------------------ | ------------------------ | ------ |
| 2012 | «Neon Lights»                                     |        |                          | Sin álbum                | [ 15 ] |
| 2013 | «Collapse (solo o con Dreamon)»                   |        |                          | Sin álbum                | [ 15 ] |
| 2017 | «Pull Up On Me (con YAS)»                         |        |                          | Sin álbum                | [ 15 ] |
| 2018 | «Flex»                                            |        |                          | Sin álbum                | [ 15 ] |
| 2019 | «No te debí besar (con C. Tangana y Paloma Mami)» | 3      | - PROMUSICAE: 2x Platino | Sin álbum                | [ 16 ] |
| 2019 | «Tu cama (con Jesse Baez y Paula Cendejas)»       |        |                          | Sin álbum                | [ 17 ] |
| 2020 | «Todo me sabe a poco»                             |        |                          | Tiene que haber algo más | [ 15 ] |
| 2020 | «El encuentro (con Amaia)»                        | 36     | - PROMUSICAE: Platino    | Tiene que haber algo más | [ 19 ] |
| 2021 | «Ya no siento nada»                               |        |                          | Tiene que haber algo más | [ 15 ] |
| 2021 | «Salir»                                           |        |                          | Tiene que haber algo más | [ 15 ] |
| 2021 | «Ya no vales (con C. Tangana)»                    |        |                          | Tiene que haber algo más | [ 15 ] |
| 2021 | «Disimulao»                                       |        |                          | Tiene que haber algo más | [ 15 ] |
| 2023 | «Sexo en la playa (con Amaia)»                    |        |                          | Sin álbum                | [ 15 ] |
| 2024 | «Despertar (con Maria Arnal)»                     |        |                          | Conducción temeraria     | [ 15 ] |
| 2024 | «Carretera perdida»                               |        |                          | Conducción temeraria     | [ 15 ] |
| 2024 | «Dónde estás?»                                    |        |                          | Conducción temeraria     | [ 15 ] |

Colaboraciones
| Año  | Canción                                                   | Listas | Certificaciones       | Álbum         | Ref.   |
| Año  | Canción                                                   | ESP    | Certificaciones       | Álbum         | Ref.   |
| ---- | --------------------------------------------------------- | ------ | --------------------- | ------------- | ------ |
| 2018 | «Llorando en la Limo (de C. Tangana)»                     | 12     | - PROMUSICAE: Platino | Avida Dollars | [ 20 ] |
| 2019 | «Autoestima (Remix) (de Cupido con Lola Índigo y Alizzz)» | 61     |                       | Sin álbum     | [ 21 ] |
| 2019 | «Paris (de DELLAFUENTE con C. Tangana y Alizzz)»          | 10     | - PROMUSICAE: Oro     | Sin álbum     | [ 22 ] |
| 2019 | «Sal de mi cabeza (de Paula Cendejas)»                    |        |                       | Sin álbum     | [ 23 ] |
| 2020 | «Yelo (de C. Tangana)»                                    | 27     |                       | Sin álbum     | [ 24 ] |
| 2022 | «Berlín U5 (de Zahara)»                                   |        |                       | Reputa        | [ 25 ] |

## Producciones discográficas
| Año  | Canción                             | Artista(s)                                | Álbum                  | Certificaciones          |
| ---- | ----------------------------------- | ----------------------------------------- | ---------------------- | ------------------------ |
| 2016 | «Llámame más tarde»                 | C. Tangana con Rosalía                    | Sin álbum              |                          |
| 2016 | «Antes de morirme»                  | C. Tangana con Rosalía                    | Sin álbum              | - PROMUSICAE: 4x Platino |
| 2016 | «Persiguiéndonos»                   | C. Tangana                                | Sin álbum              |                          |
| 2017 | «Mala mujer»                        | C. Tangana                                | Ídolo                  | - PROMUSICAE: 3x Platino |
| 2017 | «De Pie»                            | C. Tangana                                | Ídolo                  | - PROMUSICAE: Oro        |
| 2017 | «Tiempo»                            | C. Tangana                                | Ídolo                  |                          |
| 2017 | «Pop Ur Pussy»                      | C. Tangana                                | Ídolo                  |                          |
| 2017 | «Inditex»                           | C. Tangana                                | Ídolo                  |                          |
| 2017 | «Demasiado Tarde»                   | C. Tangana                                | Ídolo                  |                          |
| 2017 | «Intoxicao»                         | C. Tangana                                | Ídolo                  |                          |
| 2017 | «De Pie»                            | C. Tangana                                | Ídolo                  |                          |
| 2017 | «No Te Pegas»                       | C. Tangana con A. CHAL                    | Ídolo                  |                          |
| 2018 | «Aire»                              | Javiera Mena                              | Espejo                 |                          |
| 2018 | «Espejo»                            | Javiera Mena                              | Espejo                 |                          |
| 2018 | «Cerca»                             | Javiera Mena                              | Espejo                 |                          |
| 2018 | «Llorando en la Limo»               | C. Tangana con Alizzz                     | Avida Dollars          | - PROMUSICAE: Platino    |
| 2018 | «Booty»                             | C. Tangana con Becky G y Alizzz           | Sin álbum              | - PROMUSICAE: 3x Platino |
| 2018 | «Down Low»                          | Doja Cat                                  | Amala                  |                          |
| 2019 | «Ya te Avisé»                       | Paula Cendejas                            | Sin álbum              |                          |
| 2019 | «Olvídate»                          | Paula Cendejas                            | Sin álbum              |                          |
| 2019 | «10 minutos»                        | Paula Cendejas con Mario Bautista         | Sin álbum              |                          |
| 2019 | «Llama»                             | Ana Torroja                               | Sin álbum              |                          |
| 2019 | «Me Quedo»                          | Aitana con Lola Índigo                    | Spoiler                | - PROMUSICAE: Platino    |
| 2019 | «Para Repartir»                     | C. Tangana                                | Sin álbum              |                          |
| 2019 | «Pa' Llamar Tu Atención»            | C. Tangana con MC Bin Laden               | Sin álbum              | - PROMUSICAE: Platino    |
| 2020 | «Mala cara»                         | Lola Índigo                               | La Niña                |                          |
| 2020 | «Guapo»                             | Ángela Torres                             | La Niña de Fuego       |                          |
| 2020 | «Flotando»                          | Ángela Torres                             | La Niña de Fuego       |                          |
| 2020 | «Demasiadas Mujeres»                | C. Tangana                                | El Madrileño           | - PROMUSICAE: 3x Platino |
| 2020 | «Nunca estoy»                       | C. Tangana                                | El Madrileño           | - PROMUSICAE: 3x Platino |
| 2020 | «Tú me dejaste de querer»           | C. Tangana con La Húngara y Niño de Elche | El Madrileño           | - PROMUSICAE: 8x Platino |
| 2021 | «Comerte entera»                    | C. Tangana con Toquinho                   | El Madrileño           | - PROMUSICAE: Oro        |
| 2021 | «Nominao»                           | C. Tangana con Jorge Drexler              | El Madrileño           |                          |
| 2021 | «Los tontos»                        | C. Tangana con Kiko Veneno                | El Madrileño           | - PROMUSICAE: Platino    |
| 2021 | «Ingobernable»                      | C. Tangana con Gipsy Kings                | El Madrileño           | - PROMUSICAE: 2x Platino |
| 2021 | «Párteme la cara»                   | C. Tangana con Ed Maverick                | El Madrileño           | - PROMUSICAE: Oro        |
| 2021 | «El Pacto»                          | Paula Cendejas                            | Sin álbum              |                          |
| 2021 | «Arrebatá»                          | Natti Natasha                             | Sin álbum              |                          |
| 2021 | «Yate»                              | C. Tangana                                | Sin álbum              |                          |
| 2021 | «Ateo»                              | C. Tangana con Nathy Peluso               | Sin álbum              |                          |
| 2021 | «Yo invito»                         | Amaia                                     | Cuando No Sé Quién Soy |                          |
| 2021 | «Quiero Pero No»                    | Amaia con Rojuu                           | Cuando No Sé Quién Soy |                          |
| 2022 | «Yamaguchi»                         | Amaia                                     | Cuando No Sé Quién Soy |                          |
| 2022 | «Bienvenidos al show»               | Amaia                                     | Cuando No Sé Quién Soy |                          |
| 2022 | «La canción que no quiero cantarte» | Amaia con Aitana                          | Cuando No Sé Quién Soy |                          |
| 2022 | «Pesimista»                         | Amaia                                     | Cuando No Sé Quién Soy |                          |
| 2022 | «La persona»                        | Amaia                                     | Cuando No Sé Quién Soy |                          |
| 2022 | «Santos que yo te pinte»            | Amaia                                     | Cuando No Sé Quién Soy |                          |
| 2024 | «Flores de venganza»                | Arde Bogotá                               | Sin álbum              |                          |